# Родригес, Рейна Мария
Рейна Мария Родригес (исп.  Reina María Rodriguez; род. 4 июля 1952, Гавана) — кубинская поэтесса, один из наиболее признанных мастеров своего поколения.

## Биография
Окончила филологический факультет Гаванского университета. Работала редактором программ на радио. Стоит в стороне от официальной культурной политики. Выступает центром группы, собирающейся в своеобразном клубе на крыше её дома в центре Гаваны. Стихи переведены на многие языки, включая вьетнамский.

## Книги
- Люди из моего квартала / La gente de mi barrio (1978)
- Когда женщина не спит / Cuando una mujer no duerme (1980)
- Для белого ягненка / Para un cordero blanco (1984)
- На падуанской арене / En la arena de Padua (1992)
- Высокогорья / Páramos (1993)
- Travelling (1995, повесть в новеллах)
- Poemas (1995)
- Фотография зимнего сада / La foto del invernadero (1998)
- Al menos, así lo veía a contraluz (1998)
- Они пишут любовные письма / Ellas escriben cartas de amor (1998)
- Кормлю тебя, как птиц / Te daré de comer como a los pájaros (2000)
- Девочка, безумная как птицы / Una muchacha loca como los pájaros (2003)
- Новые письма Милене / Otras cartas a Milena (2003, проза)
- Чёрный лес / Bosque negro (2005)
- El libro de las clientas (2005)
- Три способа ощупать слона / Tres maneras de tocar un elefante (2006, роман)
- Остановка времени / La detención del tiempo (2006, двуязычное издание стихов)
- Catch and release (2006)
- Variedades de Galiano (2007, проза)

## Признание
Премия имени Хулиана дель Касаля (1980, 1993), премия Каса де лас Америкас (1984, 1998), премия мексиканского литературного журнала Плураль (1992). Орден Искусств и литературы Франции (1999). Медаль Алехо Карпентьера (2002).
Стихи переведены на многие языки, несколько книг в переводах на английский опубликованы в США, также вышли сборники стихов в переводе на французский и немецкий.